# Salzburger Kopf
Der Salzburger Kopf ist mit 654,2 m ü. NN nach der Fuchskaute und dem Stegskopf die dritthöchste Erhebung des Westerwalds.
Die Nordseite des Bergrückens bietet sich nahezu baumlos dar, im Süden wechseln Waldstreifen und -flächen mit offenen Arealen. Auf dem Gipfel steht ein eigentümlicher Sendeturm in Gestalt eines quaderförmigen, rot-weiß lackierten Stahlgittergerüstes.

## Geographie

### Geographische Lage

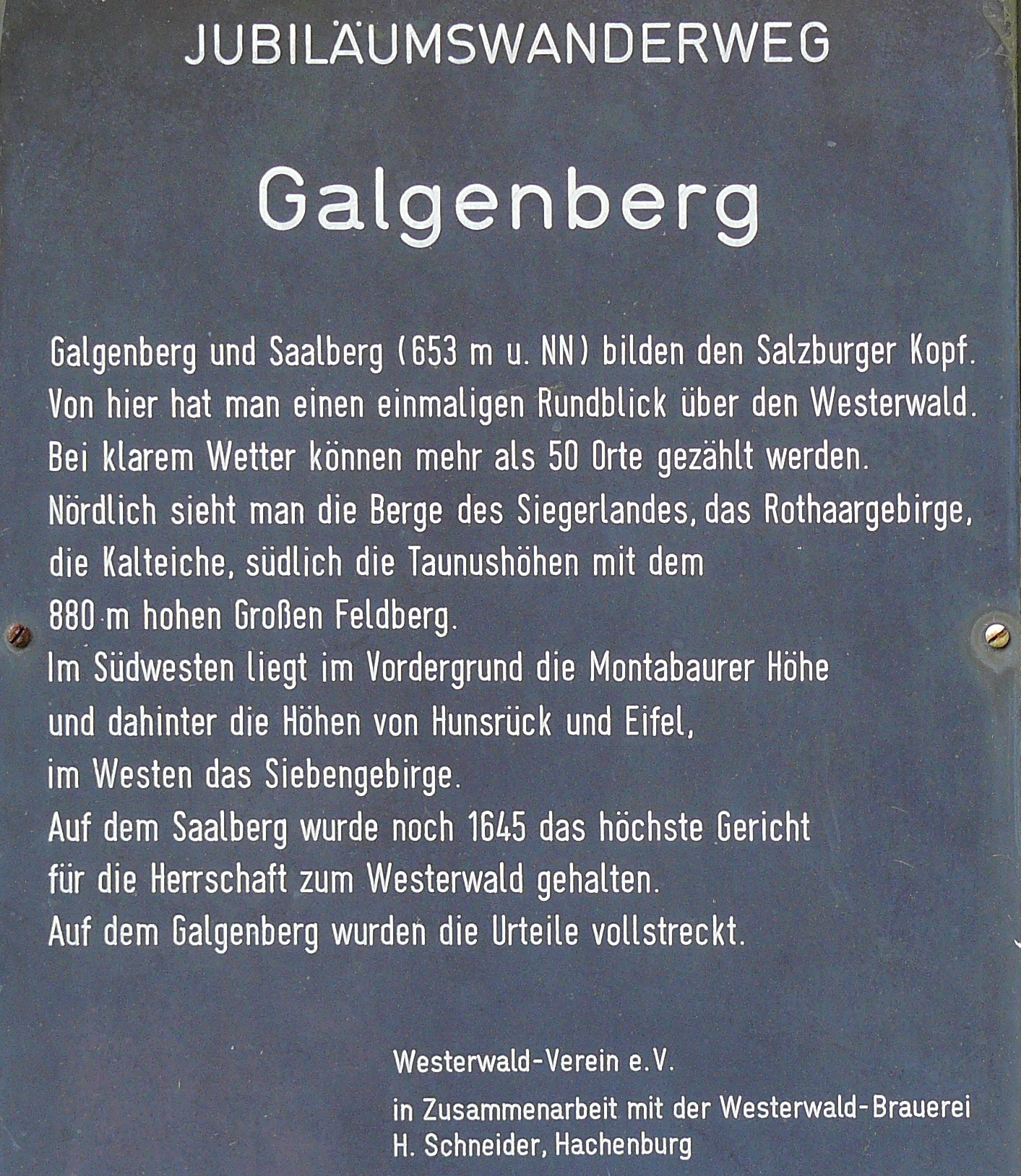
Informationstafel zum Salzburger Kopf auf dem Galgenberg

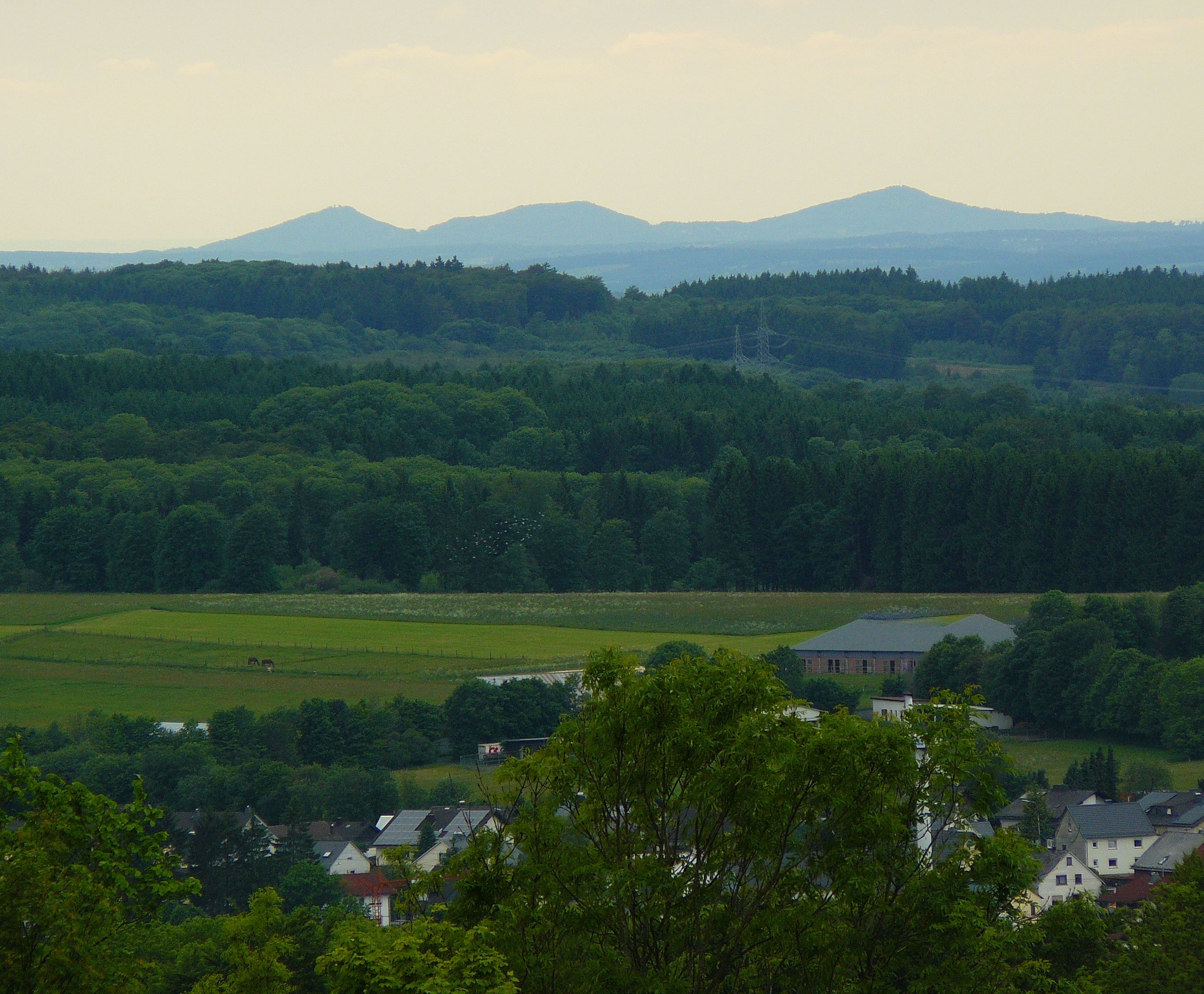
Fernglas-Blick vom Galgenberg nach Westen zum Siebengebirge

Der Berg liegt 7 km nördlich von Rennerod und 4 km westlich der Fuchskaute, unmittelbar an der Kreuzung der Bundesstraßen 414 (südlich) und 54 (östlich).
 Er wird eingerahmt von den Orten Salzburg im Süden, Stein-Neukirch im Norden (die Gemarkungsgrenze verläuft über den Kamm), Hof im Westen und Bretthausen im Osten.

### Galgenberg
Zum Salzburger Kopf im weiteren Sinne gehört der 649,7 m ü. NN hohe Galgenberg, an dem der Bergrücken 900 m westsüdwestlich ausläuft.
Über den Sattel (635 m) führt die Kreisstraße von Salzburg nach Stein.
Südlich an der Kuppe hat der Westerwald-Verein ein Ehrenmal für seine in den Weltkriegen gefallenen Mitglieder errichtet.
Der Galgenberg ist bemerkenswert wegen der hervorragenden Fernsicht, die er nach Westen und Süden eröffnet.

### Wasserscheide
Der Salzburger Kopf ist Teil der Wasserscheide zwischen Dill und Sieg. Das Wasser des an seiner Nordostflanke entspringenden Erlenbachs erreicht über den Haigerbach die Dill. Ein Bächlein, das südöstlich der Erhebung entspringt, fließt in den rund 2 km östlich von ihr entspringenden Sieg-Zufluss Nister. Ein anderes Bächlein, das der Nordwestflanke des Galgenbergs entfließt, mündet in den Nister-Zufluss Schwarze Nister.

## Wissenswertes
Die Erhebung war noch 1788 Stätte der drei Gerichte Marienberg, Emmerichenhain und Neukirch.
Der Sendeturm ist zur Zeit des Kalten Krieges von den US-Streitkräften betrieben worden. Heute befindet er sich im Eigentum der Firma Vodafone.

## Windpark
1996 wurden auf dem Salzburger Kopf aufgrund der sehr guten Windverhältnisse 3 Windkraftanlagen (Typ: Enercon E-40/5.40, Nordex N29 und Micon M200) mit einer Gesamtleistung von 950 kW errichtet.

## Tourismus
Wegen seiner leichten Zugänglichkeit (von Norden) und der weiten Aussicht wird der Berg gerne von Ausflüglern angefahren.
Er ist zudem ein Etappenziel von Wanderern. Die Hauptwanderwege I (Königswinter – Hachenburg – Herborn) und 6 (Burbach – Rennerod – Limburg) des Westerwaldvereins sowie der Europäische Fernwanderweg E1 führen über den Rücken.
Am Osthang gibt es eine für Anfänger wie Fortgeschrittene geeignete Skipiste mit Lift. Seit 2011 ist als weitere Attraktion eine Snowtube-Anlage vorhanden.